# Monumento ecuestre al General Manuel Belgrano
El Monumento ecuestre al General Manuel Belgrano es una obra realizada en bronce sobre un gran pedestal de granito, que muestra al prócer argentino Manuel Belgrano sosteniendo la bandera argentina en actitud de tomar juramento. Se encuentra en la Plaza de Mayo, en la ciudad de Buenos Aires.
Se la inauguró en 1873 y fueron sus creadores el francés Albert-Ernest Carrier-Belleuse (que realizó el cuerpo del general) y Manuel de Santa Coloma, argentino establecido en Francia.
El monumento fue erigido por "gratitud pública", es decir, que la población lo financió con lo que quiso dar.

En nombre del pueblo argentino abandono a la contemplación de los presentes, la estatua del general Manuel Belgrano y lego a las generaciones futuras en el duro bronce de que está formada, el recuerdo de su imagen y de sus virtudes
Domingo Faustino Sarmiento, como presidente, el día de la inauguración.

"En ella (la estatua) está incorporada la moneda de cobre del más pobre ciudadano argentino"..."más que en el bronce se perpetúa en el espíritu de las generaciones venideras"
Bartolomé Mitre, durante el discurso inaugural

## Historia

### Los autores

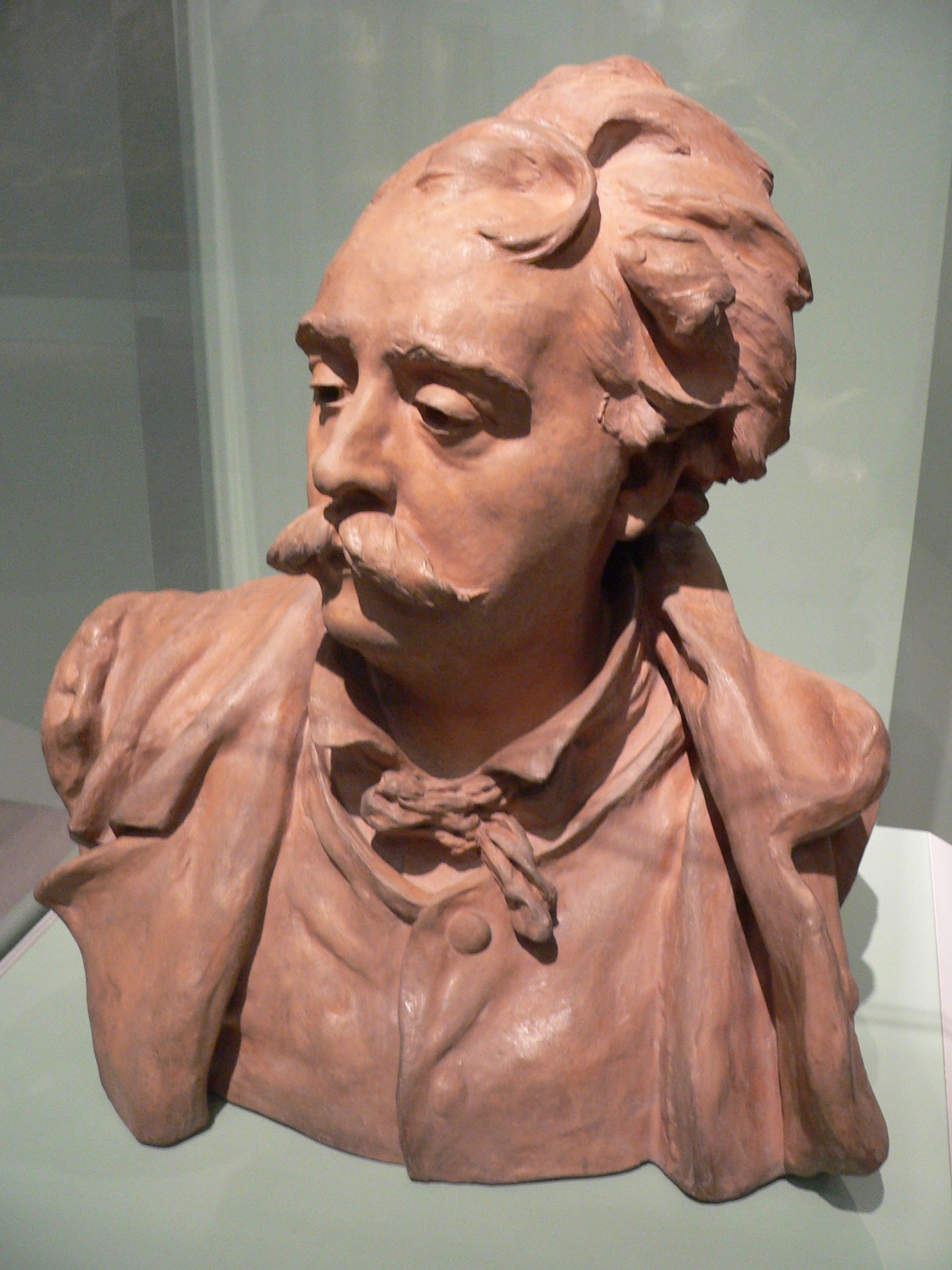
Albert-Ernest Carrier-Belleuse.

En 1870 se nombró una comisión integrada por el general Bartolomé Mitre, el General Enrique Martínez y Manuel José Guerrico, encargada de erigir un monumento al General Manuel Belgrano en la Plaza 25 de Mayo (hoy Plaza de Mayo), que estaba separada de la plaza Victoria por la Recova. Esta comisión encomendó al escultor francés Albert-Ernest Carrier-Belleuse (1824-1887) la ejecución de la estatua del prócer, quien a su vez confió a Manuel de Santa Coloma la realización del caballo en bronce. Este escultor fue el primer argentino en nacer en una delegación diplomática nacional en el extranjero: nació en Burdeos, Francia, mientras su padre se desempeñaba como Primer Cónsul General de la República, nombrado como tal por Bernardino Rivadavia.  La escultura del caballo se convirtió así en el primer monumento realizado por un escultor argentino.
La obra fue costeada mediante suscripción pública nacional.

### La inauguración

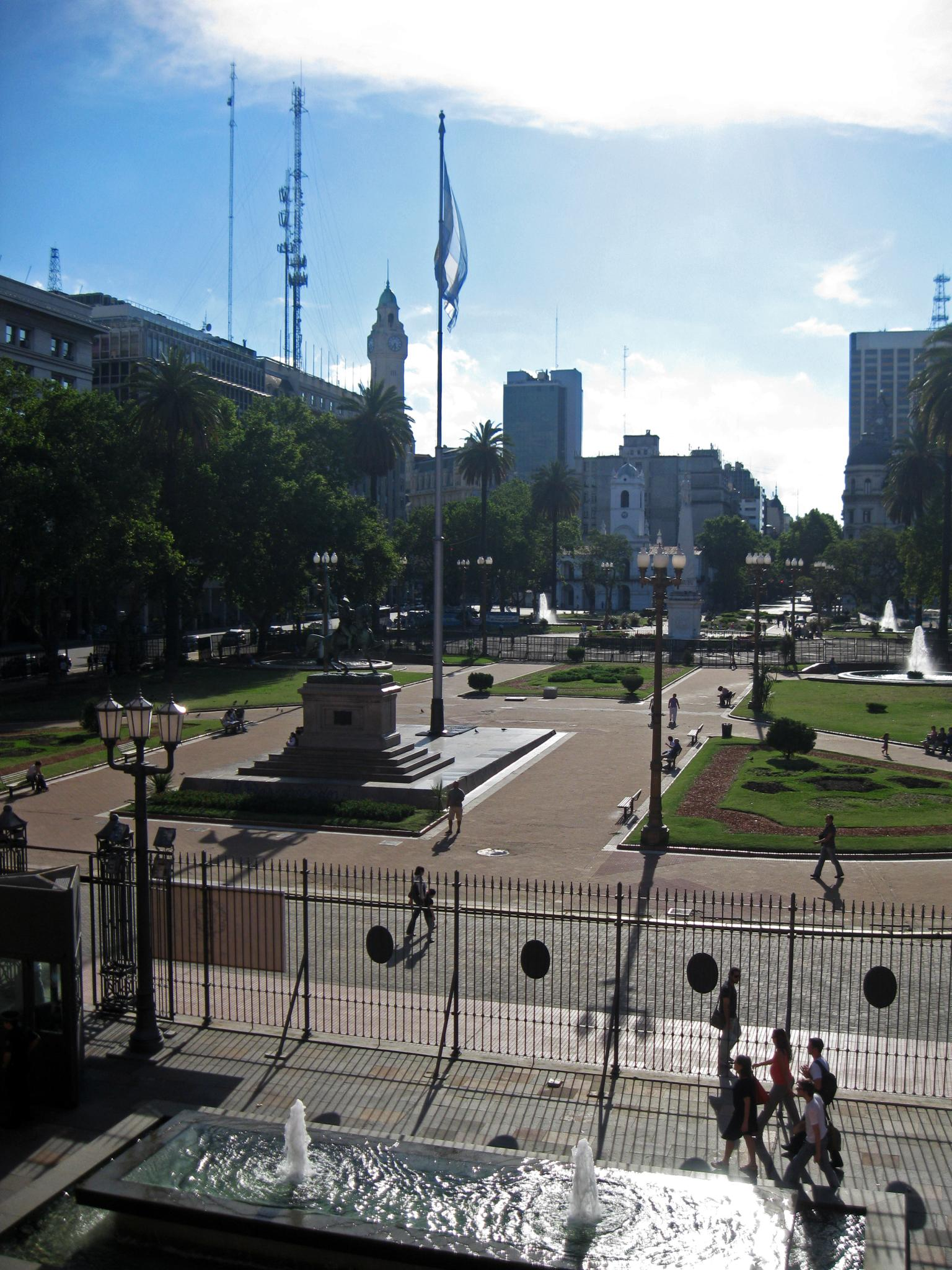
Vista desde la Casa Rosada

La estatua se terminó en 1872 y se transportó a Buenos Aires. Fue inaugurada el 24 de septiembre de 1873, día del sexagésimoprimer aniversario de la Batalla de Tucumán. Unas 20 000 personas, según las crónicas de la época, llenaron la plaza, y se establecieron también en las azoteas y balcones contiguos. Gobierno, ejército, marina, clero, comercio, banca, escuelas, representaciones de corporaciones y de países extranjeros, todos se dieron cita ese día en la plaza. El diario La Prensa afirmó al día siguiente que "...hace mucho que no ha tenido lugar en esta ciudad un hecho más suntuoso y concurrido que el realizado al inaugurar la estatua del General Don Manuel Belgrano.
El pedestal del monumento estaba cubierto de flores y coronas. A causa de la inauguración se cantaría a la noche al Himno Nacional Argentino en el Teatro Colón.
Entre la gente del gobierno se hallaban el presidente de la Nación Argentina, Domingo Faustino Sarmiento y el gobernador de la provincia de Buenos Aires, Mariano Acosta. Irónicamente Sarmiento había señalado años antes al tío del escultor, Martín de Santa Coloma, al General Justo José de Urquiza para que lo degollase en Caseros. 
Entre otras cosas, refiriéndose al monumento, Sarmiento dijo:

Está vestido con las armas del guerrero y pide sus inspiraciones al cielo, haciendo flamear la Bandera Argentina que fue el primero que enarboló y condujo a la victoria.

El General Bartolomé Mitre también estaba presente y dio su discurso, en el que afirmó que "...la estatua fue erigida por gratitud pública bajo el auspicio del gobierno de Buenos Aires y con el concurso del gobierno Nacional; el óbolo del pueblo..."

## Descripción
El conjunto sigue las mismas líneas que la pintura de la época. Belgrano levanta con su brazo derecho la bandera, mientras su cabeza se tuerce para contemplarla con la mirada perdida en el cielo. El caballo parece contener apenas la fogosidad que se trasluce en su expresiva cabeza. El monumento, como era costumbre, estuvo rodeado originalmente por una verja de hierro que a principios de siglo se cambió por otra de bronce. Tiempo después se quitó esta última y se elevó el pedestal, hecho que no facilita la valoración de pequeños detalles como la montura del caballo, que 

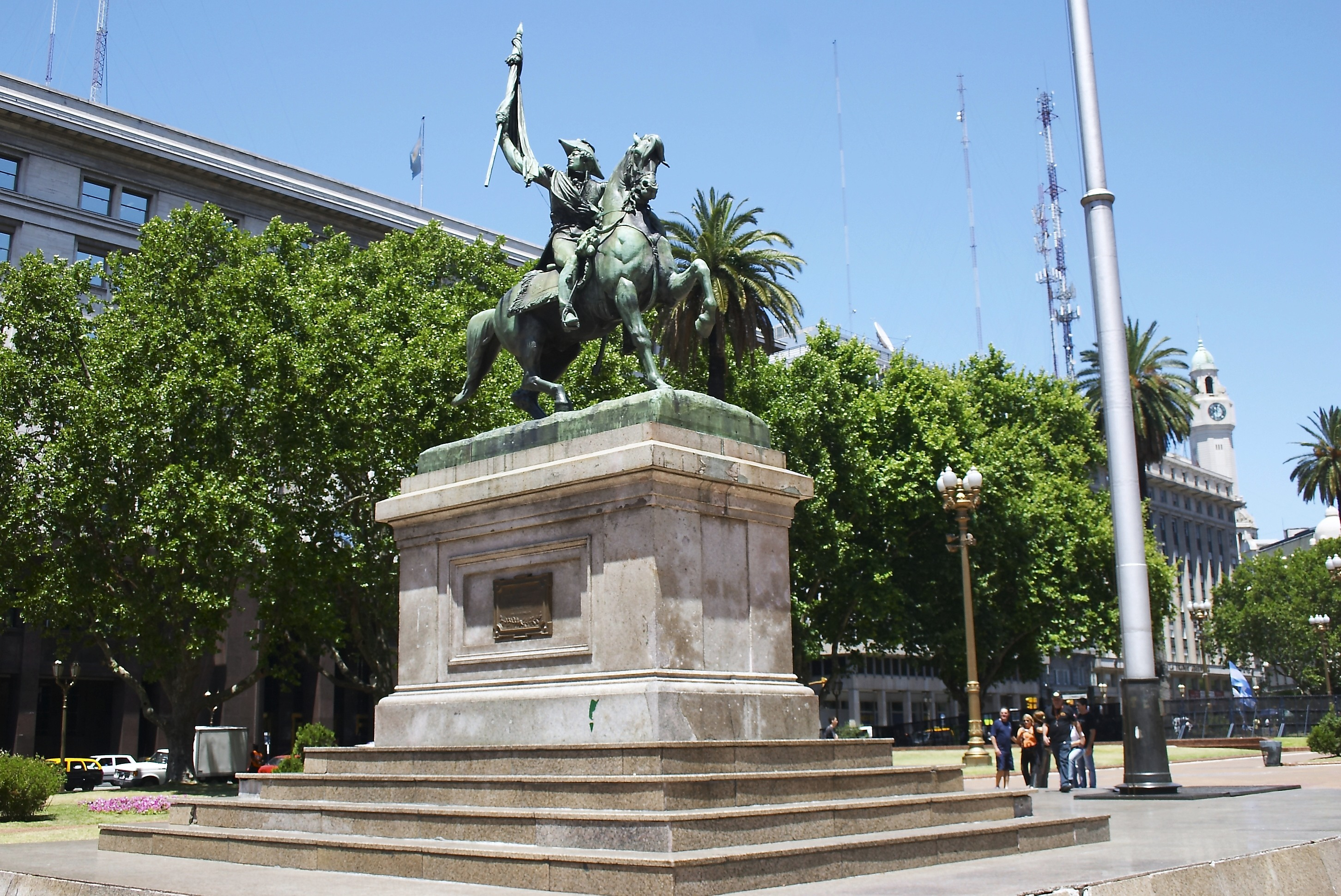
Monumento completo y mástil que lo acompaña.

han sido finamente resueltos. El 19 de febrero de 1873, don Manuel José Guerrico informaba desde París que los 23 cajones que contenían la verja de hierro y demás accesorios, serían remitidos desde El Havre por la compañía de navegación a vapor Chargeurs Reunis S.A. sin cargo alguno. La inauguración tuvo lugar el 24 de septiembre de 1873 con la presencia del presidente de la República, don Domingo Faustino Sarmiento.
Santaella, Eduardo y Peña, José María. Escultura de Buenos Aires, Bs. As., National Lead Company S.A., 1972. Pág 51.

La estatua ecuestre representa a un caballo que en realidad no se parece a uno criollo, como el que usaba Belgrano,  pues, a pesar de su nacionalidad, Coloma nunca estuvo en la Argentina (la Enciclopedia de Arte de Francia lo considera un escultor francés) y no conocía esa raza de caballos argentinos. Siempre se criticó que el conjunto es muy chato y que el caballo es un petiso; y que difícilmente con semejante cabalgadura hubiera el prócer ido muy lejos.
El General se encuentra montado sosteniendo una Bandera Argentina. La base que lo sostiene es de granito Rosa del Salto pulido.
Durante la Intendencia de Marcelo Torcuato de Alvear, se consideró que el basamento era muy bajo para la importancia del monumento. Se decidió entonces elevarlo y cambiar la sencilla reja que tenía por otra de estilo francés realizada en hierro y bronce. 
La construcción de este nuevo pedestal se concretó en Génova, y llegó a Buenos Aires en 1885. Al reemplazar el basamento por el anterior, se aprovechó para cambiar la orientación de la estatua, que tenía al caballo mirando al cabildo, para que ahora mirara hacia el norte. Esta medida se debió a que con la orientación anterior el equino reservaba su cola para la Casa de Gobierno. 
Actualmente ya no tiene ninguna verja, pero el pedestal se encuentra sobre una explanada de mármol lustrado que en declive llega hasta un gran mástil con la bandera argentina. Sobre la explanada hay dos placas de bronce que dicen:

Este será el color de la nueva divisa con que marcharán al combate los defensores de la Patria
Manuel Belgrano, 13 de febrero de 1813

Será peculiar de las Provincias Unidas la Bandera celeste y blanca de que ha usado hasta el presente y se usará en los ejércitos, buques y fortalezas
Decreto del Congreso de Tucumán, 25 de julio de 1816

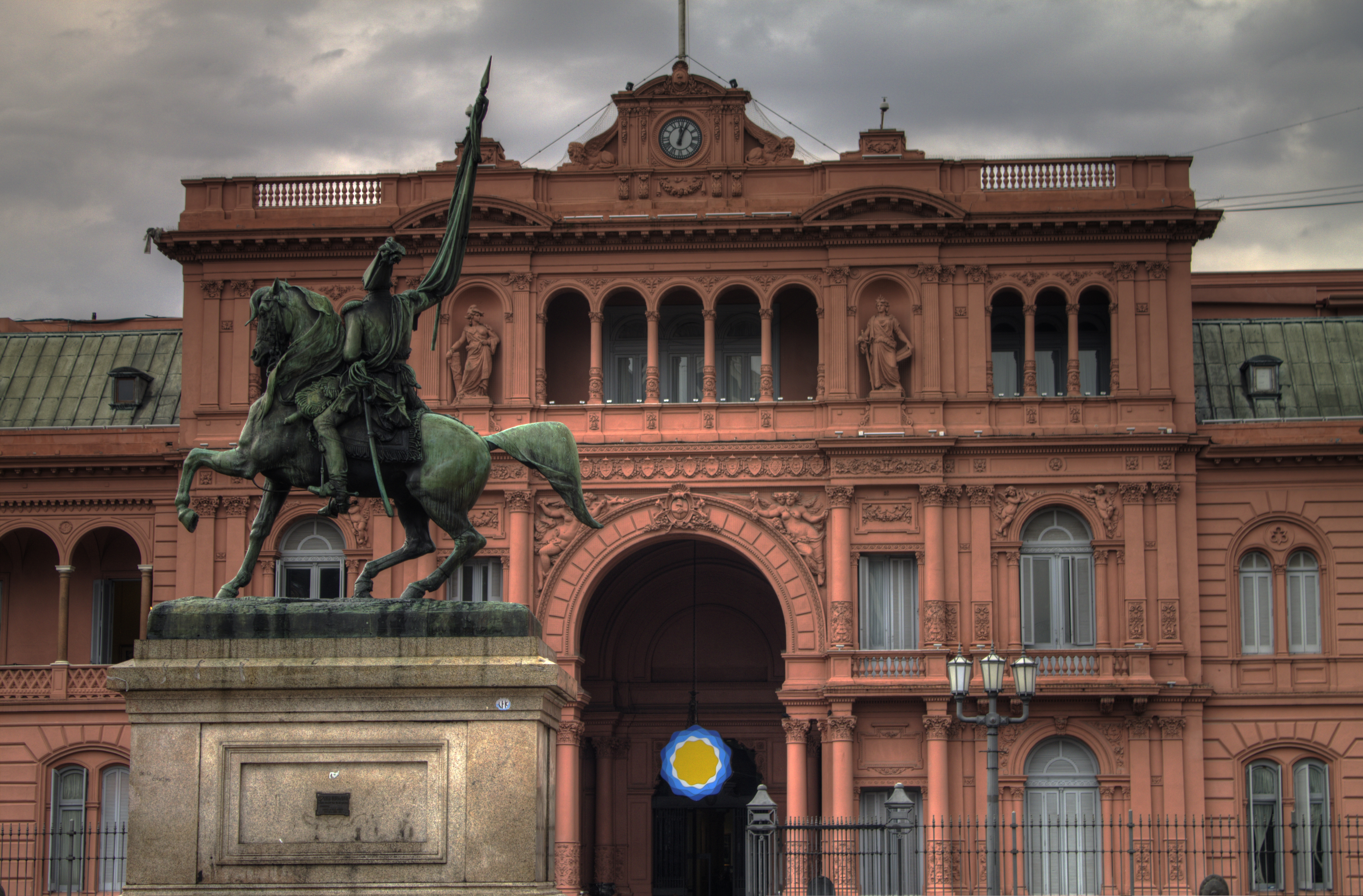
La Casa Rosada.

En el pedestal del monumento hay también dos placas:
- Al frente "Al creador de la bandera, la Asociación Patriótica Estudiantil General San Martín 1812 - 24 de Septiembre de 1912."
- Detrás, mirando a la Pirámide: "Madres de Plaza de Mayo "Azucena Villa Flor de Vincenti seguimos luchando como vos nos enseñaste 1977- 30 de Abril de 1994".